# Sot de Balçaies
El Sot de Balçaies és una muntanya de 307 metres que es troba al municipi de Lloret de Mar, a la comarca de la Selva.